# Struge
Struge är en ort i Bosnien och Hercegovina.   Den ligger i entiteten Federationen Bosnien och Hercegovina, i den södra delen av landet, 100 km sydväst om huvudstaden Sarajevo. Struge ligger 8 meter över havet och antalet invånare är 488.
Terrängen runt Struge är kuperad norrut, men söderut är den platt. Närmaste större samhälle är Ljubuški, 16,8 km nordväst om Struge. 
Trakten runt Struge består till största delen av jordbruksmark. Runt Struge är det ganska tätbefolkat, med 93 invånare per kvadratkilometer.